# Grenadirska enota
Grenadirske enote so bile sprva vojaška enota, ki so združevale grenadirje.

## Novi vek
Same enote so se pojavile v 17. stoletju, ko so zaradi številnih fortifikacij začeli uporabljati različna eksplozivna sredstva za njihovo uničenje. Grenadirske enote so bile tako jurišne enote, ki so bile opremljene z ročnimi granatami, po katerih so dobile ime. Deležne so bile tudi usposabljanja o uporabi eksplozivnih sredstev in metodah bojevanja. V velikih vojskah so grenadirske enote predstavljale gardo oz. telesno stražo pomembnejših vojaških osebnosti oz. državnikov.
Z razvojem tehnologije so postale ročne bombe standardno orožje, zaradi česar se je posebni namen izgubil, toda vseeno so grenadirske enote obdržale sloves elitnih enot.

## Druga svetovna vojna
15. oktobra 1942 je Wehrmacht izvedel splošno reorganizacijo, pri čemer so iz obstoječih pehotnih enot odvzeli dele in iz njih organizirali nove enote, posodobili opremo in oborožitev. Vse pehotne enote so bile istočasno preimenovane v grenadirske enote. Ta novi naziv je bil predvsem simbolne narave, saj niso bile grenadirske enote opremljene in oborožene drugače od drugih pehotnih enot. 

## Danes
Danes obstaja večje število pehotnih enot, ki so obdržale naziv grenadirske predvsem zaradi tradicije in kontinuitete delovanja enote. V Švici je oznaka grenadirske enote rezervirana za specialne sile.